# Erkki Salmenhaara
Erkki Olavi Salmenhaara (ur. 12 marca 1941 w Helsinkach, zm. 19 marca 2002 tamże) – fiński kompozytor i muzykolog.

## Życiorys
W latach 1958–1963 studiował kompozycję u Joonasa Kokkonena w Akademii Sibeliusa w Helsinkach. Studia muzykologiczne odbył w latach 1960–1965 na Uniwersytecie Helsińskim. W 1963 roku przebywał w Wiedniu, gdzie był uczniem Györgya Ligetiego. W latach 1963–1973 współpracował jako krytyk muzyczny z dziennikiem „Helsingin Sanomat”. Od 1966 roku był wykładowcą wydziału muzykologii Uniwersytetu Helsińskiego, gdzie w 1970 roku uzyskał stopień doktora, a w 1975 roku tytuł profesora. W latach 1974–1976 pełnił funkcję przewodniczącego Związku Kompozytorów Fińskich. Od 1974 do 1978 roku był przewodniczącym Fińskiego Stowarzyszenia Orkiestr Symfonicznych.

## Twórczość
W początkowym okresie pozostawał pod wpływem prądów awangardowych, nawiązywał szczególnie do twórczości Györgya Ligetiego, od którego zaczerpnął specyficzną strukturę fakturalną i melodyczną oraz technikę mikropolifoniczną. Z czasem odszedł jednak od eksperymentów formalnych w kierunku neotonalności, opierając swoje kompozycje o elementy diatoniczne, bitonalne i repetytywne.
Publikował książki z zakresu teorii i historii muzyki, napisał m.in. biografie Jeana Sibeliusa i Leeviego Madetoi oraz monografię poświęconą symfoniom Johannesa Brahmsa. W latach 1995–1996 opublikował czterotomową historię muzyki fińskiej.

## Wybrane kompozycje
(na podstawie materiałów źródłowych)

### Utwory orkiestrowe
- 5 symfonii (I 1962, II 1963, IIII 1963 zrewid. 1964, IV 1971–1972, V na sopran, baryton, chór i orkiestrę 1989)
- Le bateau livre (1965 zrewid. 1966)
- Suomi – Finland (1966)
- La fille en mini-jupe (1967)
- Canzonetta per archi (1971)
- Illuminations (1971)
- Koncert na róg i orkiestrę (1973)
- Canzona per piccola orchestra (1974)
- Poema na skrzypce lub altówkę lub wiolonczelę i orkiestrę smyczkową (1975)
- Introduction and Chorale na organy i orkiestrę (1978)
- Lamento per orchestra d’archi (1979)
- Koncert na 2 skrzypiec i orkiestrę (1980)
- Adagio na obój i smyczki (1981)
- Adagietto (1981)
- Koncert wiolonczelowy (1983–1987)
- Sinfonietta per archi (1985)
- Elegy V na smyczki (1995)

### Utwory kameralne
- Adagio na skrzypce lub wiolonczelę i fortepian (1960)
- 2 sonaty wiolonczelowe (I 1960 zrewid. 1969, II 1982)
- Elegy I na 3 flety, 2 trąbki i kontrabas (1962)
- Elegy II na 2 kwartety smyczkowe (1963)
- Kwintet dęty (1964)
- Elegy III na wiolonczelę (1965)
- Elegy IV na altówkę (1967)
- Prelude, Pop Tune and Fugue na flet (1967)
- Trois scènes de nuit na skrzypce i fortepian (1970)
- And the Fire and the Rose are One na 2 skrzypiec (1971)
- Leggenda na harfę (1971)
- Kwartet na flet, skrzypce, altówkę i wiolonczelę (1971)
- Sonatina na 2 skrzypiec (1972)
- I Kwartet smyczkowy (1977)
- Sonatina na flet i gitarę (1981)
- Ballade na harfę lub kantele (1981)
- Invento na kantele lub harfę (1981)
- Sonata skrzypcowa (1982)
- Suita na akordeon (1983)
- Introduction and Allegro na klarnet lub altówkę, wiolonczelę i fortepian (1985)
- Sarja puhaltimille na flet, obój, klarnet i fagot (1995)

### Utwory fortepianowe
- 17 Small Pieces (1957–1960)
- 4 sonaty (I 1965–1966, II 1973, III 1975, IV 1980)
- Kocab (1972)
- Thème et variations sur le nom Erik Tawaststjerna (1976)
- Sonatina (1979)
- Little Suite (1980)

### Utwory organowe
- Toccata (1965)
- Prelude–Interlude–Postlude (1969)
- Ricercata (1977)
- Introduction and Toccata (1985)

### Utwory klawesynowe
- Etude (1969)

### Utwory chóralne
- Kuun kasvot (1964)
- Missa profana (1977)
- Ruususolmu (1988)
- Sententiae Trimalchionis (1991)

### Utwory wokalno-instrumentalne
- 3 Japanese Songs na głos i fortepian (1960 zrewid. 1964)
- Lenore na mezzosopran lub baryton i fortepian (1962–1964)
- Requiem profundum na sopran, alt, baryton, organy, fortepian i orkiestrę smyczkową (1968–1969)
- Syyskuu Romaniassa na mezzosopran i fortepian (1970)
- Satumaisessa metsässä na sopran i fortepian (1974)
- Selene na baryton i fortepian (1977)
- Neljä Mustapään laulua na sopran i fortepian (1995)

### Opera
- Portugalin nainen (1972–1976, wyst. Helsinki 1976)